# گالاکتوسل
گالاکتوسل نوعی تومور کیستیک حاوی شیر یا ماده شیری رنگ است که معمولاً در غده پستانی قرارگرفته است و توسط اتصال پروتئین مانع رسیدن به مجرای خروج می‌شود، انجام می‌شود. گالاکتوسل‌ها خوش‌خیم هستند و دلیلی برای نگرانی ندارند. با به‌پایان‌رسیدن شیردهی کیست بدون دخالت خودش رفع می‌شود. یک گالاکتوسل هیچ نوع عفونتی برای شیر ایجاد نمی‌کند و نمی‌تواند آن را آلوده کند. تلاش برای تخلیه کیست ناموفق است زیرا اتصال پروتئین همچنان دست‌نخورده باقی می‌ماند و تولید شیر ادامه می‌یابد.